# Wełyka Buhajiwka
Wełyka Buhajiwka (ukr. Велика Бугаївка, hist. pol. Buhajówka Wielka) – wieś na Ukrainie, w obwodzie kijowskim, w rejonie obuchowskim, w hromadzie Wasylków. W 2001 liczyła 756 mieszkańców, spośród których 738 wskazało jako ojczysty język ukraiński, a 18 rosyjski.